# 欣代
欣代是東非國家莫桑比克的城鎮，由贊比西亞省負責管轄，位於該國東部欣代河口，是重要的漁業中心，出口椰子核和糖，1980年人口估計約16,500。
18°35′S 36°28′E / 18.583°S 36.467°E